# Amanda (Filmpreis)/Bester ausländischer Film
Amanda: Bester ausländischer Film
Dies sind die Gewinner in der Kategorie Bester ausländischer Film (Årets utenlandske kinofilm) seit der ersten Verleihung des nationalen norwegischen Filmpreises im Jahr 1985. Ausgezeichnet werden die besten ausländischen Filme des vergangenen Kinojahres. 

## Preisträger
| Jahr | Film                                        | Regisseur                   |
| ---- | ------------------------------------------- | --------------------------- |
| 1985 | Amadeus                                     | Miloš Forman                |
| 1986 | Ran                                         | Akira Kurosawa              |
| 1987 | Down by Law                                 | Jim Jarmusch                |
| 1988 | Dirty Dancing                               | Emile Ardolino              |
| 1989 | Out of Rosenheim                            | Percy Adlon                 |
| 1990 | Entfernte Stimmen – Stilleben               | Terence Davies              |
| 1991 | Judou                                       | Zhang Yimou                 |
| 1992 | Il Capitano                                 | Jan Troell                  |
| 1993 | The Crying Game                             | Neil Jordan                 |
| 1994 | Schindlers Liste                            | Steven Spielberg            |
| 1995 | Forrest Gump                                | Robert Zemeckis             |
| 1996 | Der Postmann                                | Michael Radford             |
| 1997 | Independence Day                            | Roland Emmerich             |
| 1998 | Titanic                                     | James Cameron               |
| 1999 | Raus aus Åmål                               | Lukas Moodysson             |
| 2000 | American Beauty                             | Sam Mendes                  |
| 2001 | Billy Elliot – I Will Dance                 | Stephen Daldry              |
| 2002 | Die fabelhafte Welt der Amélie              | Jean-Pierre Jeunet          |
| 2003 | The Hours – Von Ewigkeit zu Ewigkeit        | Stephen Daldry              |
| 2004 | Der Herr der Ringe: Die Rückkehr des Königs | Peter Jackson               |
| 2005 | Der Untergang                               | Oliver Hirschbiegel         |
| 2006 | Walk the Line                               | James Mangold               |
| 2007 | Departed – Unter Feinden                    | Martin Scorsese             |
| 2008 | There Will Be Blood                         | Paul Thomas Anderson        |
| 2009 | Slumdog Millionär                           | Danny Boyle                 |
| 2010 | Das weiße Band                              | Michael Haneke              |
| 2011 | Another Year                                | Mike Leigh                  |
| 2012 | Drive                                       | Nicolas Winding Refn        |
| 2013 | Searching for Sugar Man                     | Malik Bendjelloul           |
| 2014 | La Grande Bellezza – Die große Schönheit    | Paolo Sorrentino            |
| 2015 | Leviathan                                   | Andrei Swjaginzew           |
| 2016 | Virgin Mountain                             | Dagur Kári                  |
| 2017 | Manchester by the Sea                       | Kenneth Lonergan            |
| 2018 | Three Billboards Outside Ebbing, Missouri   | Martin McDonagh             |
| 2019 | Capernaum – Stadt der Hoffnung              | Nadine Labaki               |
| 2020 | Joker                                       | Todd Phillips               |
| 2021 | Der Rausch                                  | Thomas Vinterberg           |
| 2022 | Everything Everywhere All at Once           | Dan Kwan / Daniel Scheinert |
| 2023 | Close                                       | Lukas Dhont                 |
| 2024 | Poor Things                                 | Giorgos Lanthimos           |
| 2025 | Der Brutalist                               | Brady Corbet                |